# Meinoud Rost van Tonningen

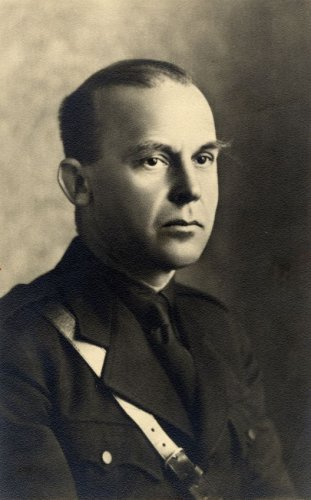
Meinoud Rost van Tonningen, 1938

Meinoud Marinus Rost van Tonningen (* 19. Februar 1894 in Surabaya; † 6. Juni 1945 in Scheveningen) war ein niederländischer Politiker der nationalsozialistischen Partei Nationaal-Socialistische Beweging (NSB). Zunächst 1923–1928 und 1931–1936 Vertreter des Völkerbundes in Österreich, trat er 1936 der NSB bei und kehrte in die Niederlande zurück, wo er die NSB-Parteizeitung Het Nationale Dagblad leitete. Während der deutschen Besetzung der Niederlande im Zweiten Weltkrieg arbeitete er intensiv mit den deutschen Besatzungstruppen zusammen, zunächst bei dem Versuch, die niederländische Arbeiterschaft gleichzuschalten, später dann als Leiter der niederländischen Finanzgeschäfte.

## Werdegang und Arbeit für den Völkerbund

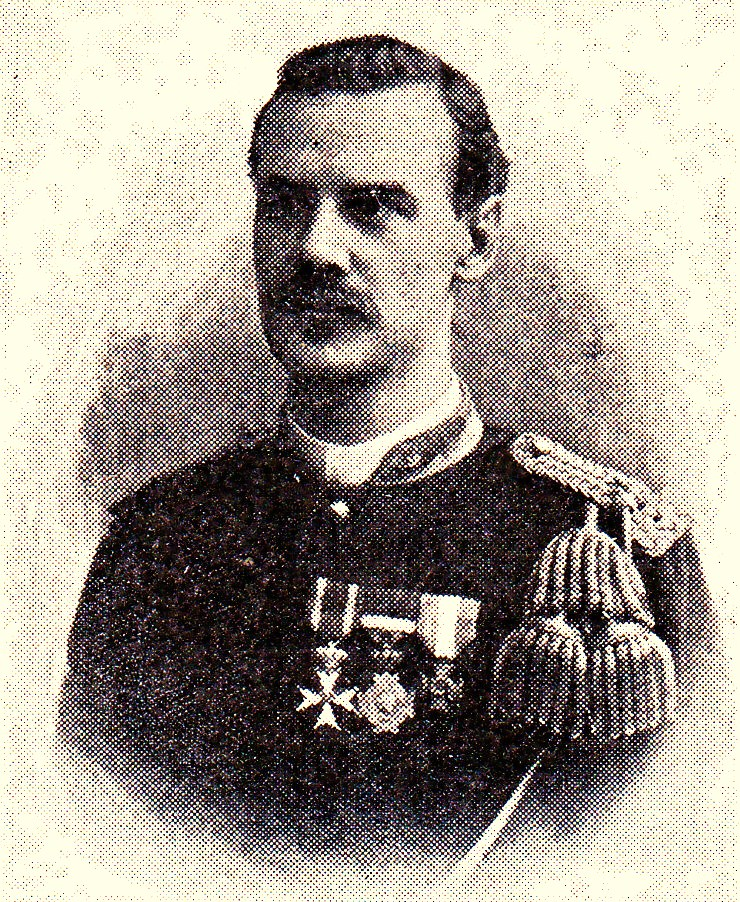
Der Vater Bernardus Marinus Rost van Tonningen auf einer Zeichnung, 1905

Rost van Tonningen wurde 1894 in Niederländisch-Ostindien geboren (heute Indonesien). Er war der Sohn des KNIL-Generals Bernardus Marinus Rost van Tonningen, der eine Revolte gegen die niederländische Herrschaft auf Lombok, Aceh (Atjeh) und Bali niedergeschlagen hatte. Mit 15 Jahren siedelte Rost nach Holland über, wo er ein Gymnasium in Den Haag besuchte. Nach dem Abitur 1912 begann er zunächst ein Ingenieursstudium an der Technischen Hochschule Delft, das er jedoch schon nach vier Semestern abbrach. Nach dem Beginn des Ersten Weltkrieges meldete sich Rost im August 1914 freiwillig zur Armee. Nach Stationen in einer Offiziersschule in Amsterdam (August 1914–Sommer 1915) und in Leiden war er seit Februar 1916 als Oberleutnant in Noordwijk stationiert. Nach dem Ende des Krieges begann Rost im Frühjahr 1919 ein Studium der Rechtswissenschaften an der Universität Leiden. Sein wichtigster Lehrer dort war Willem van Eysinga, bei dem er 1921 promoviert wurde.
Nach der Promotion war er kurzzeitig für die amerikanisch-norwegische Schiedskommission für maritime Fragen (Juli–September 1922) und das Internationale Arbeitsbüro der International Labour Organisation (ILO) in Genf tätig (Herbst/Winter 1922). 1923 wurde ihm der Posten eines Assistenten Alfred Zimmermanns angeboten, des Generalkommissärs des Völkerbundes in Wien. Diese Tätigkeit übte er bis 1926 aus. In dieser Zeit schloss er sich den Forderungen der Österreicher an, die Finanzkontrolle des Völkerbundes in Österreich möglichst schnell zu beenden. 1926 beschloss der Völkerbund schließlich die Abberufung Zimmermanns, verfügte jedoch zunächst eine zweijährige Übergangslösung: Rost van Tonningen wurde – allerdings mit deutlich verringerten Kompetenzen – Nachfolger Zimmermanns. In dieser Funktion, die er mit Erfolg bewältigte, setzte er sich etwa für Auslandskredite für die Österreichische Bundesbahn ein. 1928 war die Tätigkeit Rosts in Wien mit dem Ablauf der Übergangsregelung jedoch erst einmal beendet.
Im Anschluss wechselte Rost zur Privatbank Hope & Co. nach Amsterdam. Dort gelang es ihm jedoch weder privat noch dienstlich, wirklich Fuß zu fassen, so dass er mit seiner Arbeit zunehmend unzufrieden war. 1931 brach infolge der Weltwirtschaftskrise die Wiener Credit-Anstalt zusammen. Österreich bat daraufhin um internationale Finanzhilfe (die Lausanner Anleihe), sodass man erneut einen Vertreter des Völkerbundes in das Land schickte. Der Posten wurde sofort Rost van Tonningen angeboten, der ihn im Oktober 1931 zunächst als „Vertreter des Finanzkomitees in Österreich“ antrat, bevor er sich ab dem 1. Januar 1933 „Vertreter des Völkerbundes“ nennen durfte. Seine Hauptaufgabe in dieser Funktion war die Aufklärung des Völkerbundes über die österreichische Finanzpolitik. Zudem besaß er ein Mitspracherecht bei der Frage, ob Österreich seine Staatsschulden weiter erhöhen dürfe. Er hatte also erheblichen Einfluss auf die Vergabe von Krediten durch ausländische Investoren und damit auch auf die Finanzierbarkeit der österreichischen Wirtschaftspolitik.
1932 wurde Engelbert Dollfuß österreichischer Bundeskanzler. Rost empfand von Beginn an tiefen Respekt für den Kanzler, der sein persönlicher Freund wurde. Er war begeistert über das Ende der parlamentarischen Demokratie, das Dollfuß im März 1933 erreichte. Rost bemühte sich nach Kräften, Dollfuß zu unterstützen, etwa in dessen Konflikt mit den österreichischen Nationalsozialisten, die einen Anschluss Österreichs an das Deutsche Reich unter Adolf Hitler erreichen wollten. Nur mit dem für Dollfuß immer wichtiger werdenden Katholizismus konnte Rost wenig anfangen. Seine Situation änderte sich jedoch schlagartig mit der Ermordung Dollfuß’ während des Juliputsches 1934. Zu seinem Nachfolger Kurt Schuschnigg konnte Rost nie eine engere Beziehung aufbauen, so dass sein Einfluss auf die österreichische Politik schwand. Er wandte sich nationalsozialistischen Wiener Kreisen um den Schriftsteller Karl Anton Rohan zu und begann, über ein politisches Engagement in seiner Heimat nachzudenken. Bereits im Sommer 1935 führte er erste Gespräche mit Anton Mussert, dem Führer der Nationaal-Socialistische Beweging (NSB). Nach der Scheidung von seiner Frau gab Rost schließlich seinen Vertreterposten am 3. August 1936 auf.

## NSB-Zeit, 1936–1940

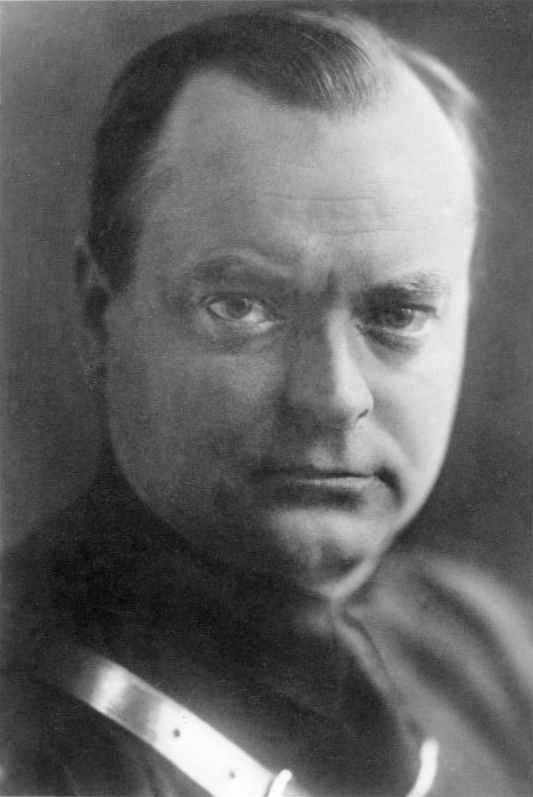
NSB-Führer Anton Mussert 1936

Nach seiner Rückkehr aus Österreich wurde Rost van Tonningen am 10. August 1936 Mitglied der Nationaal-Socialistische Beweging (NSB). Der bekannte und erfahrene Finanzpolitiker war in der Partei, die bei der Wahl der Provinciale Staten am 16. April 1935 den ersten größeren Wahlerfolg erlangt hatte (7,9 % der abgegebenen Stimmen), äußerst willkommen; der Parteichef und Leider Anton Mussert begrüßte ihn in einem Schreiben persönlich. Rost zählte von Anfang an zum radikaleren, prodeutschen und ausgeprägt völkisch-rassistischen Flügel der Partei. Dadurch geriet er in Konflikt mit der Gruppe um NSB-Führer Mussert, der eher zu einem weniger aggressiven, großniederländischen Faschismus tendierte. Ein Beispiel für den Radikalismus Rosts waren etwa die von ihm gegründeten Schlägertrupps (Mussertgarde, Freikorps-Rost, Sturmabteilung-Rost), die er immer wieder zur Provokation in Arbeiter- oder Judenviertel führte. Für Rost war nicht der Leider Mussert, sondern Adolf Hitler, den er sogar zweimal persönlich traf, eigentliche Bezugsperson seines Führerglaubens.
Kurz nach Rosts Eintritt in die Partei wurde er am 2. November 1936 Chefredakteur der neu gegründeten NSB-Parteizeitung Het Nationale Dagblad. Die Zeitung sollte sich von anderen rechtsgerichteten Blättern wie der ebenfalls zur NSB gehörenden Volk en Vaderland durch ihre eher seriös-informative Konzeption abheben, offen radikale und extremistische Ausfälle sollten unterbleiben. Auf diese Weise sollte sie der traditionellen bürgerlich-liberalen Presse Konkurrenz machen, was jedoch nicht gelang. Rost instrumentalisierte die Zeitung vielfach für seine eigenen Interessen gegenüber der Parteiführung. So hatte sie eine ausgesprochen prodeutsche Ausrichtung, was etwa in der Begeisterung über den Anschluss Österreichs 1938 seinen Ausdruck fand. Immer wieder brachte die Zeitung auch völkisch motivierte Ausflüge in die germanische Vorzeit.
Im Juni 1937 gewann Rost bei den Wahlen einen Sitz im Parlament und wurde Fraktionsvorsitzender der NSB in der Zweiten Kammer der Generalstaaten. Zunächst fuhr die kleine Fraktion der Nationalsozialisten in der Kammer einen eher angepassten Kurs, was sich jedoch 1938 schlagartig änderte: Die NSB unter Rosts Führung agierte nun überaus destruktiv und setzte auf Konfrontation, sowohl inhaltlich als auch im Auftreten. Rost etwa wurde mit insgesamt vier Geldstrafen belegt, zweimal musste er eine laufende Sitzung verlassen. Am 28. Februar 1939 griff Rost im Parlament einen Abgeordneten körperlich an und löste dadurch eine Massenprügelei aus. Das radikale Auftreten der NSB im Parlament war jedoch insgesamt eher kontraproduktiv und isolierte die Fraktion vollständig.
Die Reaktion ließ nicht lange auf sich warten. Die politischen Gegner warfen der NSB Landesverrat vor. Der Grund für den Vorwurf war die zunehmend prodeutsche Haltung der Partei, die auch die für die Niederländer besonders beunruhigenden großdeutschen Annexionen Hitlers in Österreich und der Tschechoslowakei guthieß. Vor allem Rost van Tonningen geriet in die Kritik, da er besonders gute Beziehungen nach Deutschland unterhielt. Bereits seit März 1937 stand er in Kontakt zum Reichsführer SS Heinrich Himmler, mit dem ihn offenbar eine persönliche Freundschaft verband, und zum deutschen Außenminister Joachim von Ribbentrop. 1936, 1937 und 1938 wurde Rost als offizieller Gast bei den Reichsparteitagen in Nürnberg empfangen und auch sonst unternahm er häufig Reisen ins Nachbarland.
Als die Gefahr eines Angriffs auf die Niederlande größer wurde, setzte man Rost 1940 auf eine Liste „staatsgefährlicher Personen“, weil angenommen werden konnte, dass er im Falle eines Angriffs mit den Deutschen zusammenarbeiten würde. Am 3. Mai wurde er schließlich verhaftet und kam in ein Internierungslager auf der Insel Overflakkee. Schon eine Woche später begann der Westfeldzug der Deutschen mit einem Angriff auf die Niederlande. Rost und seine Mithäftlinge wurden sofort evakuiert und zuerst nach Belgien, dann nach Nordfrankreich gebracht. Die Flucht vor der deutschen Armee hatte schließlich ein Ende im französischen Calais, das die Deutschen am 26. Mai eroberten. Rost, nach dem sich Himmler und Hitler persönlich erkundigt hatten, kam so schon nach weniger als einem Monat wieder frei.

## Rost als Kollaborateur, 1940–1945

### Politische Kollaboration

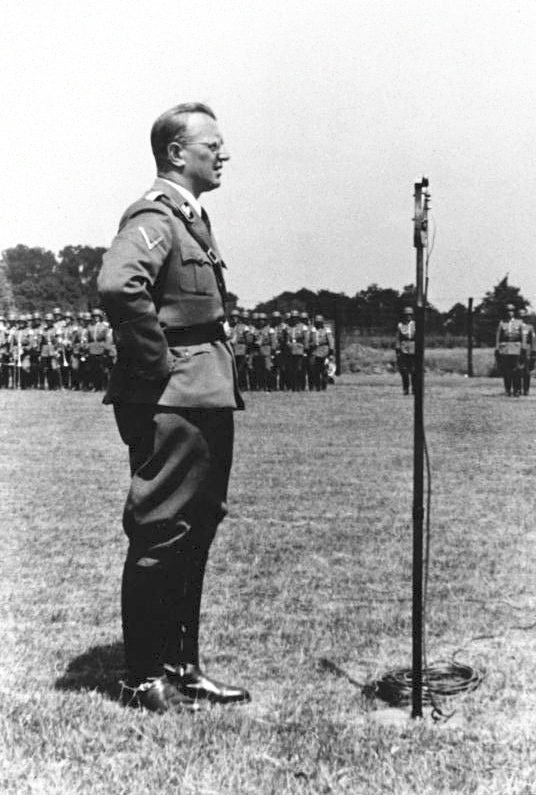
Arthur Seyß-Inquart bei einer Ansprache vor der Ordnungspolizei in Den Haag (1940)

Am 2. Juni 1940 kehrte Rost van Tonningen unter dem begeisterten Applaus von 400 Nationalsozialisten, die sich zur Begrüßung vor dem Gebäude der NSB-Parteileitung versammelt hatten, nach Den Haag zurück. Sofort begann er seine umfangreiche Kollaboration mit dem deutschen Regime. Noch am Abend des 2. Juni führte er erste Gespräche mit Himmler und dem neuen Reichskommissar für die besetzten Niederlande Arthur Seyß-Inquart. Hier wurden die Grundlagen für einen Plan gelegt, der gemäß den deutschen Vorstellungen dabei helfen sollte, die niederländische Bevölkerung möglichst schnell und ohne zu großen äußeren Zwang zu „nazifizieren“. Dem vor allem von Rost van Tonningen entwickelten Konzept zufolge sollte zunächst die Arbeiterschaft vom Nationalsozialismus überzeugt werden. Nach dem Erreichen dieses Ziels sei, so seine Vorstellung, eine „Selbstnazifizierung“ der übrigen gesellschaftlichen Gruppen verhältnismäßig leicht zu erreichen.
Bei der praktischen Umsetzung dieser Vorstellungen spielte Rost van Tonningen eine führende Rolle. Schon bald nach der Besetzung verboten die Deutschen die Kommunistische Partei (CPN) und die Revolutionär-Sozialistische Arbeiterpartei (RSAP). Das Vermögen der beiden Parteien sollte an die Sozialdemokratische Partei (SDAP) gehen. Mit der Abwicklung wurde Rost beauftragt, den Seyß-Inquart am 20. Juli 1940 zum „Kommissar für die marxistischen Parteien“ ernannte. Er sollte die SDAP umformen, indem er sie von ihren marxistischen Wurzeln lösen und die in der Partei organisierten Arbeiter für die nationalsozialistische Sache gewinnen sollte. Um diese Ziele zu erreichen, wurde Rost auch mit der Kontrolle über die sozialistischen Medien betraut, konkret über den Radiosender VARA und die Verlagsgesellschaft De Arbeiderspers, die unter anderem die auflagenstarke Tageszeitung Het Volk verlegte.
Mit seinem Vorhaben scheiterte Rost jedoch am Widerstand der niederländischen Arbeiterschaft. Zum einen ließ sich die Partei und vor allem deren Führung nicht widerstandslos gleichschalten, was etwa in einer Auseinandersetzung des Parteivorsitzenden Koos Vorrink mit Rost deutlich wurde. Zum anderen zeigte das deutliche Votum der Zeitungsabonnenten von De Arbeiderspers, die die nunmehr kontrollierten und zensierten Arbeiterzeitungen nicht mehr lesen wollten, dass große Teile der Arbeiterschaft nicht zur Kollaboration bereit waren: Die Zahl der Abonnenten sank in nur einem Jahr um mehr als die Hälfte. Deshalb wählte Rost im September 1940 einen anderen Weg, nämlich die Gründung der Niederländischen Sozialistischen Arbeitsgemeinschaft unter der Führung Tjerk van der Zees, eines ehemaligen Sozialdemokraten. Doch auch diese Organisation blieb weitgehend bedeutungslos und löste sich im Oktober 1941 selbst auf. Am 5. Juli 1941 verbot die Besatzungsmacht schließlich alle Parteien einschließlich der SDAP, womit auch ein „Kommissar für die marxistischen Parteien“ überflüssig wurde.
Zugleich mit dem Einfluss Rosts auf die deutsche Besatzungspolitik wuchs auch das Misstrauen des NSB-Parteiführers Anton Mussert gegen den parteiinternen Konkurrenten. Nach einem Eklat um einen Text, der in der von Rost kontrollierten Zeitung Het Volk erschien und Mussert heftig kritisierte, beendete der Leider am 30. August 1940 die Tätigkeit Rosts als Chefredakteur von Het Nationale Dagblad. Das Misstrauen Musserts verstärkte sich noch, als Rost am 1. Oktober 1940 auf Veranlassung Seyß-Inquarts zum Schulungsleiter der NSB ernannt wurde. Auch diesen Posten musste er aber abgeben, nachdem er am 8. Februar 1941 bei einer Rede vor NSB-Funktionären Hitler und die SS emphatisch gelobt hatte, was ihm den Vorwurf der mangelnden Vaterlandsliebe einbrachte. Rost war nunmehr aus fast allen politischen Funktionen verdrängt worden, nur den nominellen Posten des Zweiten Stellvertretenden NSB-Führers, den er seit September 1940 bekleidete, durfte er behalten.

### Finanzministerium und Bankengeschäft, Kampf und Tod
Nach dem Ende seiner Tätigkeit als Schulungsleiter der NSB meldete sich Rost am 19. Februar 1941 freiwillig zum Fronteinsatz bei der Waffen-SS. Da weder Mussert noch Seyß-Inquart diesen Schritt goutierten, was Rost von Anfang an klar war, bot man ihm stattdessen hohe Posten in der Finanzwirtschaft an. Am 26. März 1941 wurde er zum Gouverneur der niederländischen Nationalbank und zum Generalsekretär des Ministeriums der Finanzen ernannt, wo er für Budget- und Geldangelegenheiten zuständig war. Rost hatte nunmehr den gesamten niederländischen Finanzsektor in der Hand. Trotzdem war er in hohem Maße von den deutschen Besatzern abhängig und konnte nicht alle seine Vorstellungen verwirklichen. Das, was er dennoch erreichte, führte zu einer teilweisen Modernisierung des Finanzsektors, weil sich Rost in seinem Amt nicht primär auf nationalsozialistische Überzeugungen, sondern eher auf fachliche Überlegungen und seine Erfahrungen in Österreich stützte. Seine Geldpolitik stützte sich auf die Prinzipien der öffentlichen Sparsamkeit und der aufmerksamen Kontrolle der Löhne und Preise auf inflationäre Tendenzen, wobei die Geldmenge maßvoll expandieren sollte.
Die Kosten der Besetzung des Landes wurden von der niederländischen Regierung nach dem Krieg mit 9.488.000.000 Reichsmark errechnet. Neben dieser Summe floss ein Betrag von 5.750.000.000 Reichsmark an Darlehen zurück, die von den Niederlanden nach Deutschland zuvor nicht zurückgezahlt wurden, sodass ein Gesamtbetrag von 14.500.000.000 Reichsmark an Deutschland floss (Vergleich: Frankreich 43.250.000.000 RM und Belgien 11.070.000.000 RM). Am 1. April 1941 wurden die Währungsbarrieren und am 1. September 1941 die letzten Hemmnisse zwischen den Niederlanden und dem Dritten Reich bezüglich des gemeinsamen Währungsmarktes beseitigt. Dies bedeutete, dass die Deutschen für den Handel das gesamte Gold der niederländischen Nationalbank hätten nutzen können, wenn nicht die meisten Goldbarren schon vor dem Krieg aus den Niederlanden in andere Länder (z. B. Kanada) transportiert worden wären.
Als Generalsekretär des Finanzministeriums war Rost van Tonningen an der Gründung der Nederlandse Oost Compagnie (NOC) beteiligt. Diese Organisation sollte gemäß der germanischen Großraumpolitik Hitlers die Ansiedlung von niederländischen Bauern in den besetzten Ostgebieten fördern. Auch dieses Projekt scheiterte jedoch aufgrund des mangelnden Interesses potentieller Geldgeber und Siedler, nur etwa 200 Niederländer siedelten tatsächlich in den Osten über.
Nach der Invasion der Alliierten in der Normandie (Operation Overlord) meldete sich Rost 1944 erneut zum Dienst bei der Waffen-SS. Vom 22. Juni bis zum 8. August 1944 war er in ’s-Hertogenbosch stationiert, wo er einen Offizierslehrgang besuchte. Danach kehrte er vorerst in die Niederlande und an seinen Platz bei der Nationalbank zurück. Im Zuge einer politischen Säuberungsaktion entließ ihn Mussert aus dem Amt des Zweiten Stellvertretenden NSB-Führers, worauf er mit erbitterten Protesten reagierte, die ihm allerdings nicht mehr halfen. Im März 1945 ging Rost schließlich an die Front und kämpfte gegen den Vormarsch der Alliierten. Am 8. Mai 1945 wurde er von kanadischen Einheiten gefangen genommen und in ein Kriegsgefangenenlager in Elst eingeliefert. Als bekannt wurde, wer er war, kam er in ein Gefängnis nach Utrecht. Nach einem ersten Selbstmordversuch wurde er ins Gefängnis von Scheveningen überstellt, wo er sich am 6. Juni 1945 durch einen Sprung von einem Balkon das Leben nahm.

## Nachleben

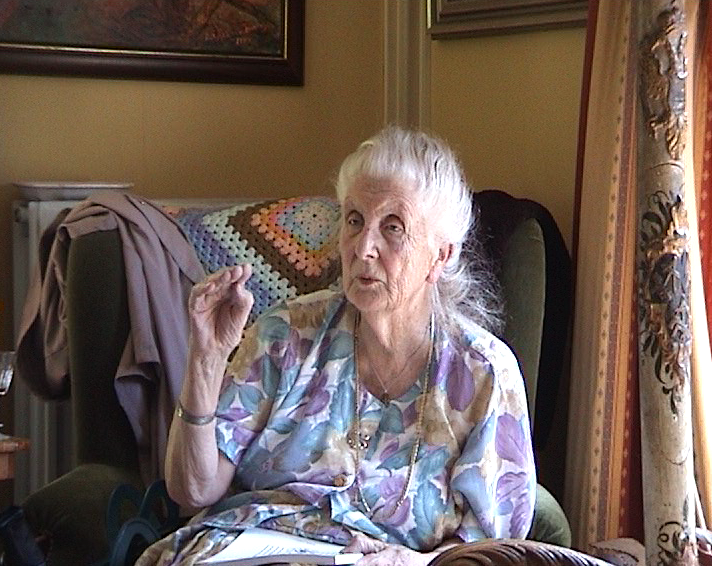
Rosts Witwe Florentine, 2003

In den Niederlanden ist der Name Rosts noch heute vielen bekannt. Er wird mit dem Nationalsozialismus in seiner radikalsten, völkisch-rassistischen Ausprägung, mit Kollaboration und Landesverrat in Verbindung gebracht. Die Kenntnis seines weiteren Lebens, etwa seine Zeit in Österreich, ist jedoch wenig verbreitet.
Seine zweite Ehefrau Florentine Rost van Tonningen, die er 1940 in Anwesenheit des Trauzeugen Heinrich Himmler geheiratet hatte, blieb bis zu ihrem Tod im März 2007 überzeugte Nationalsozialistin. Sie bedauerte den Sturz des Dritten Reiches und kämpfte weiter für „Rassenreinheit“. Sie vertrat bis an ihr Lebensende vehement die Ansicht, Rost habe nicht Selbstmord begangen, sondern sei ermordet worden.
In der im Jahr 2000 ausgestrahlten Sendung Het Zwarte Schaap („Das schwarze Schaf“) berichtete Anthonie Johannes van der Leeuw, ehemaliger Mitarbeiter des Niederländischen Instituts für Kriegsdokumentation (NIOD), von schweren Folterungen auch sexueller Natur an den Gefangenen. Die Gefängnisaufseher waren von Mitgliedern der von Prinz Bernhard befehligten Binnenlandse Strijdkrachten (Inländische Streitkräfte) rekrutiert worden. Van der Leeuw zufolge sei Rost van Tonningen so schwer gefoltert worden, dass er damit zum Selbstmord getrieben worden sei.